# Hluhova, Luhînî
Hluhova (în ucraineană Глухова) este un sat în așezarea urbană Luhînî din raionul Luhînî, regiunea Jîtomîr, Ucraina.

## Demografie
Componența lingvistică a localității Hluhova
     Ucraineană (98,94%)
     Rusă (1,06%)
Conform recensământului din 2001, majoritatea populației localității Hluhova era vorbitoare de ucraineană (98,94%), existând în minoritate și vorbitori de rusă (1,06%).